# Burgau (Natur- und Landschaftsschutzgebiet)
Die Burgau ist ein kombiniertes Natur- und Landschaftsschutzgebiet in Karlsruhe, Baden-Württemberg, Deutschland. Das Schutzgebiet wurde 1989 eingerichtet und umschließt das ältere Naturschutzgebiet Altrhein Maxau. Es liegt in den Rheinauen zwischen dem Rhein im Westen, dem Rheinhafen im Süden sowie der Alb und der Südtangente im Osten und Norden. Die Burgau dient der Erhaltung und Pflege eines durch den Rhein geprägten Landschaftsraumes der Jung- und Altaue mit einer Vielzahl verschiedener natürlicher und naturnaher Biotoptypen wie Feuchtbiotope mit offenen Wasserflächen, Schwimmblattzonen, Röhrichtzonen und Flachwasserzonen, Steilufer, Riede, Tümpel, Gräben, Feuchtwiesen, Wiesengesellschaften, Streuobstwiesen, Ackersaumgesellschaften, Gebüsche, Hecken, Waldbiotope, Trocken- und Ruderalstandorte sowie Rohbodenbiotope. Zum Schutzgebiet Burgau gehören der südliche Teil des größten Karlsruher Baggersees, dem Knielinger See und die Pferderennbahn Knielingen. Es setzt sich aus 291 ha Natur- und 114 ha Landschaftsschutzgebiet zusammen.